# أحمد السعدون
أحمد عبد العزيز السعدون (مواليد 12 نوفمبر 1934) سياسي كويتي، رئيس مجلس الأمة السابق خلال الفترة 20 يونيو 2023 حتى 15 فبراير 2024، وكان سابقًا عضو مجلس الأمة خلال الفترة 17 يوليو 1999 حتى 7 أكتوبر 2012 ورئيساً لمجلس الأمة خلال الفترة 20 أكتوبر 1992 حتى 4 مايو 1999. 

## عن حياته
عمل كوكيل مساعد لشؤون البرق والهاتف في وزارة المواصلات حتى ترك العمل الحكومي في عام 1974، وكان من مؤسسي نادي كاظمة في عام 1964، وكان أمين السر في النادي منذ تأسيسه وحتى عام 1968، حيث ترك أمانة السر وظل عضوًا في مجلس إدارة النادي حتى عام 1982، وكان رئيساً للاتحاد الكويتي لكرة القدم مُنذ عام 1968 وحتى عام 1976، وكان نائبًا لرئيس الاتحاد الدولي لكرة القدم منذ عام 1974 وحتى عام 1982.

## مشواره البرلماني
ترشح لانتخابات مجلس الأمة الكويتي 1967 عن الدائرة السادسة، وخسر في الانتخابات بعد حصوله على المركز السابع برصيد 344 صوت. 
وترشح لانتخابات مجلس الأمة الكويتي 1975 عن الدائرة الثانية، وفاز في الانتخابات بعد حصوله على المركز الثاني برصيد 641 صوت  وفي 11 فبراير 1975 انتخب نائباً لرئيس مجلس الأمة للفصل التشريعي الرابع وذلك خلال الجلسة الأولى لمجلس الأمة. 
وترشح لانتخابات مجلس الأمة الكويتي 1981 عن الدائرة الحادية عشر، وفاز في الانتخابات بعد حصوله على المركز الأول برصيد 707 صوت  وفي 9 مارس 1981 انتخب نائباً لرئيس مجلس الأمة للفصل التشريعي الخامس وذلك خلال الجلسة الأولى لمجلس الأمة. 
وترشح لانتخابات مجلس الأمة الكويتي 1985 عن الدائرة الحادية عشر، وفاز في الانتخابات بعد حصوله على المركز الأول برصيد 820 صوت  وفي 9 مارس 1985 تم تزكيته رئيساً لمجلس الأمة للفصل التشريعي السادس وذلك خلال الجلسة الأولى لمجلس الأمة. 
وترشح لانتخابات مجلس الأمة الكويتي 1992 عن الدائرة الحادية عشر، وفاز في الانتخابات بعد حصوله على المركز الأول برصيد 1403 صوت  وفي 20 أكتوبر 1992 انتخب رئيساً لمجلس الأمة للفصل التشريعي السابع بعد حصوله على 46 صوت مقابل 13 صوت لعبدالعزيز يوسف العدساني وذلك خلال الجلسة الأولى لمجلس الأمة. 
وترشح لانتخابات مجلس الأمة الكويتي 1996 عن الدائرة الحادية عشر، وفاز في الانتخابات بعد حصوله على المركز الأول برصيد 1262 صوت  وفي 20 أكتوبر 1996 انتخب رئيساً لمجلس الأمة للفصل التشريعي الثامن بعد حصوله على 30 صوت مقابل 29 صوت لجاسم محمد الخرافي خلال الجلسة الأولى لمجلس الأمة. 
وترشح لانتخابات مجلس الأمة الكويتي 1999 عن الدائرة الحادية عشر، وفاز في الانتخابات بعد حصوله على المركز الأول برصيد 1440 صوت. 
وترشح لانتخابات مجلس الأمة الكويتي 2003 عن الدائرة الحادية عشر، وفاز في الانتخابات بعد حصوله على المركز الثاني برصيد 1200 صوت. 
وترشح لانتخابات مجلس الأمة الكويتي 2006 عن الدائرة الحادية عشر، وفاز في الانتخابات بعد حصوله على المركز الأول برصيد 4970 صوت. 
وترشح لانتخابات مجلس الأمة الكويتي 2008 عن الدائرة الثالثة، وفاز في الانتخابات بعد حصوله على المركز التاسع برصيد 6105 صوت.
وترشح لانتخابات مجلس الأمة الكويتي 2009 عن الدائرة الثالثة وفاز في الانتخابات بعد حصوله على المركز الثالث برصيد 10,969 صوت.
وترشح لانتخابات مجلس الأمة الكويتي (فبراير 2012) التي تم بطلانها من قبل المحكمة الدستورية عن الدائرة الثالثة وفاز في الانتخابات بعد حصوله على المركز الخامس برصيد 9950 صوت  وفي 15 فبراير 2012 أنتخب رئيساً لمجلس الأمة بعد حصوله على 38 صوت مقابل 26 صوت لمحمد جاسم الصقر وذالك خلال الجلسة الأولى للمجلس  وشغل المنصب حتى إبطال المجلس في 20 يونيو 2012 حيث قررت المحكمة الدستورية إبطال المجلس وعودة مجلس الأمة 2009 المنحل بقوة الدستور كأن الحل لم يكن وذالك بسبب بطلان مرسوم حل مجلس الأمة 2009 ويعتبر مجلس الأمة 2012 دستورياً كأنه لم يكن. 
وترشح لانتخابات مجلس الأمة 2022 التي تم بطلانها من قبل المحكمة الدستورية عن الدائرة الثالثة وفاز في الانتخابات بعد حصوله على المركز الأول برصيد 12,239 صوت  وتم تزكيته رئيساً لمجلس الأمة في يوم الثلاثاء 18 أكتوبر 2022 خلال الجلسة الأولى للمجلس  وشغل المنصب حتى إبطال المجلس في 19 مارس 2023 حيث قررت المحكمة الدستورية إبطال المجلس وعودة مجلس الأمة 2020 المنحل بقوة الدستور كأن الحل لم يكن وذالك بسبب بطلان مرسوم حل مجلس الأمة 2020 ويعتبر مجلس الأمة 2022 دستورياً كأنه لم يكن. 
وترشح لانتخابات مجلس الأمة 2023 عن الدائرة الثالثة وفاز في الانتخابات بعد حصوله على المركز الثاني برصيد 6,325 صوت  ، وفي يوم الثلاثاء 20 يونيو 2023 تم تزكيته رئيساً لمجلس الأمة خلال الجلسة الأولى للمجلس  وشغل المنصب حتى حل المجلس في 15 فبراير 2024. 
وترشح لانتخابات مجلس الأمة 2024 عن الدائرة الثالثة وفاز في الانتخابات بعد حصوله على المركز الخامس برصيد 5,250 صوت  ولكن لم ينعقد المجلس حيث صدر أمر أميري في 10 مايو 2024 بحل المجلس وتعليق العمل ببعض مواد الدستور.

## بعض مواقفه في مجلس الأمة
| الكتل                                                                          | العمل الشعبي      |
| اللجان                                                                         | المالية - الإسكان |
| قانون صندوق المعسرين                                                           | غير موافق         |
| الموازنة العامة للدولة                                                         | غير موجود         |
| قانون ضمان الودائع البنكية                                                     | مؤيد              |
| إعادة تشكيل اللجان المؤقتة                                                     | غير موافق         |
| تقرير اللجنة المالية الرافض لإقامة الدواوين                                    | غير موجود         |
| مقترح الحركة الدستورية الإسلامية في التحقيق في الشراكة مع داو والمصفاة الرابعة | غير موافق         |
| التحقيق في عمل فريق الإزالات                                                   | غير موجود         |
| مقترح اللجنة الثلاثية في التحقيق في داو والمصفاة الرابعة                       | غير موافق         |

## ترتيبه في انتخابات مجلس الأمة
| الانتخابات           | الدائرة الانتخابية | المركز        | عدد الأصوات | النتيجة | المنصب               |
| -------------------- | ------------------ | ------------- | ----------- | ------- | -------------------- |
| انتخابات 1967        | السادسة            | السابع        | 344 صوت     | خسر     |                      |
| انتخابات 1975        | الدائرة الثانية    | المركز الثاني | 641 صوت     | فاز     | نائب رئيس مجلس الأمة |
| انتخابات 1981        | الدائرة الحادي عشر | المركز الأول  | 707 صوت     | فاز     | نائب رئيس مجلس الأمة |
| انتخابات 1985        | الدائرة الحادي عشر | المركز الأول  | 820 صوت     | فاز     | رئيس مجلس الأمة      |
| انتخابات 1992        | الدائرة الحادي عشر | المركز الأول  | 1403 صوت    | فاز     | رئيس مجلس الأمة      |
| انتخابات 1996        | الدائرة الحادي عشر | المركز الأول  | 1262 صوت    | فاز     | رئيس مجلس الأمة      |
| انتخابات 1999        | الدائرة الحادي عشر | المركز الأول  | 1440 صوت    | فاز     | عضو مجلس الأمة       |
| انتخابات 2003        | الدائرة الحادي عشر | المركز الأول  | 1200 صوت    | فاز     | عضو مجلس الأمة       |
| انتخابات 2006        | الدائرة الحادي عشر | المركز الأول  | 4970 صوت    | فاز     | عضو مجلس الأمة       |
| انتخابات 2008        | الدائرة الثالثة    | المركز التاسع | 6105 صوت    | فاز     | عضو مجلس الأمة       |
| انتخابات 2009        | الدائرة الثالثة    | المركز الثالث | 10969 صوت   | فاز     | عضو مجلس الأمة       |
| انتخابات فبراير 2012 | الدائرة الثالثة    | المركز الخامس | 9950 صوت    | فاز     | رئيس مجلس الأمة      |
| انتخابات 2022        | الدائرة الثالثة    | المركز الأول  | 12,239 صوت  | فاز     | رئيس مجلس الأمة      |
| انتخابات 2023        | الدائرة الثالثة    | المركز الثاني | 6,325 صوت   | فاز     | رئيس مجلس الأمة      |
| انتخابات 2024        | الدائرة الثالثة    | المركز الخامس | 5,250       | فاز     |                      |